# Remi de Reims
Remi de Reims (790 - 834) foi um nobre da Idade Média Francesa, tendo sido detentor do título de Conde de Reims. Herdou o condado com a morte de seu pai que ocorreu em 802. Este território corresponde à atual comuna francesa na região administrativa de Champanha-Ardenas, no departamento Marne.

## Relações familiares
Foi filho de Josseaume de Reims (762 - 802), Conde de Reims e de Ciligia (c. 770 -?). Foi casado com Arsinda de Ponthieu, filha de Angilberto de Ponthieu e de princesa de França, Berta de França (c. 779 - 826), filha de Carlos Magno, de quem teve:
1. Berta de Reims casada com Raimundo I de Rouergue (? - 865), foi um nobre da Alta Idade Média francesa com origem na dinastia Raimundiana[2]